# 红水河镇
红水河镇，是中华人民共和国贵州省黔南布依族苗族自治州罗甸县下辖的一个乡镇级行政单位。
2014年2月14日，贵州省人民政府批复同意罗甸县行政区划调整，新设置的红水河镇辖原红水河镇、罗暮乡、罗妥乡，镇人民政府驻羊里村。

## 行政区划
红水河镇下辖以下地区：
羊里村、云里村、下宜村、关故村、罗祥村、罗暮村、胡家湾村、沫村、白羊村、平亭村、冗袍村、保上村、下妥村、上妥村、俄村、交算村、牙村和相亭村。